# Ctiboř (district de Tachov)
Pour les articles homonymes, voir Ctiboř.
Ctiboř (en allemand : Stiebenreith) est une commune du district de Tachov, dans la région de Plzeň, en République tchèque. Sa population s'élevait à 301 habitants en 2022.

## Géographie
Ctiboř se trouve à 4 km au nord-ouest de Tachov, à 56 km à l'ouest-nord-ouest de Plzeň et à 134 km à l'ouest-sud-ouest de Prague.
La commune est limitée par Chodský Újezd au nord et au nord-est, par Tachov au sud-est et au sud, et par Halže à l'ouest.

## Histoire
La première mention écrite de la localité date de 1375.

## Administration
La commune se compose de deux sections :
- Březí
- Ctiboř

## Transports
Par la route, Ctiboř se trouve à 4 km du centre de Tachov, à 66 km de Plzeň  et à 161 km de Prague. 